# Hermannia oligosperma
Hermannia oligosperma är en malvaväxtart som beskrevs av Karl Moritz Schumann. Hermannia oligosperma ingår i släktet Hermannia och familjen malvaväxter. Inga underarter finns listade i Catalogue of Life.